# Ремирмонское аббатство
Ремирмонское или Ромбергское аббатство (фр. Abbaye de Remiremont) — бенедиктинский монастырь в центре города Ремирмон (в департаменте Вогезы). Его основал в начале VII века ученик св. Колумбана, св. Ромарих, придворный Теодеберта II. Название на латыни означает «гора Ромариха» (Romarici mons).
Поначалу монастырь состоял из мужской и женской общин, позднее стал исключительно женским. Поблизости находилась летняя резиденция франкских королей, которые покровительствовали монахам. До переноса в Мец здесь покоился прах св. Арнульфа — одного из предков Карла Великого.
В 1290 году Ромберг стал имперским аббатством — автономным княжеством в составе Священной Римской империи. Несмотря на формально независимый статус, аббатство фактически находилось в зависимости от герцогов Лотарингских. Над криптой XI века была в конце XIII века надстроена в готическом стиле существующая церковь св. Петра; колокольня с главой луковичной формы была пристроена в XVIII веке, в одно время с резиденцией настоятельниц.
В ходе «войны гербов» 1566 года аббатство окончательно покорилось герцогам: монахини вывесили по всему городу изображения имперского герба, а лотарингский герцог Карл III силой добился того, чтобы их убрали. С тех пор настоятельницами монастыря назначались представительницы Лотарингского владетельного дома. Некоторые из них постоянно жили при версальском дворе и даже вступали в брак. В 1638 году аббатиса Екатерина Лотарингская лично командовала обороной города от армии Тюренна. Последней настоятельницей была Луиза Аделаида де Бурбон, дочь принца Людовика-Жозефа де Бурбон-Конде.
В 1766 году монастырь потерял статус имперского аббатства, а с началом революции в 1790 году был секуляризован.